# Acid (band)
Acid, begonnen als Precious Page, is een significante Belgische speedmetalband uit Brugge, opgericht in 1980. De band was een van de eerste bands in de New Wave of British Heavy Metal van het Europees vasteland en hun platen zijn collector's items in het metal genre. Sinds 2019 is de band opnieuw actief.

## Geschiedenis
Gitarist Demon, zangeres Kate de Lombaert en bassist T-Bone begonnen de band als Precious Page, die in 1980 werd omgedoopt tot Acid. Kort hierna kwam Anvill hierbij als drummer. Nadat Dizzy Lizzy als tweede gitarist bij de band kwam, nam de band een Single op. Deze werd in juli 1982 uitgebracht onder de naam Hell on Wheels via Roadrunner Records. Het eerste titelloze album volgde in januari 1983. In hetzelfde jaar volgde het tweede album Maniac, gevolgd door het derde album Engine Beast in 1985. Kort hierna ging de band uitelkaar. In hun carrière speelde de band in België, Nederland en Frankrijk en trad ze op met groepen als Black Sabbath, Manowar, Loudness, Venom, Picture, Bodine en Motörhead.

## Receptie
Volgens Allmusic's Eduardo Rivadavia wijdde de band zich aanvankelijk aan Heavy metal, voordat ze korte tijd later overgingen op Thrashmetal, die werd beïnvloed door Venom en Raven. Rivadavia labelde het debuutalbum als Speedmetal, waarbij de nummers over satanisme zouden gaan, maar dit was niet serieus bedoeld.
Volgens Martin Popoff in zijn boek The Collector's Guide of Heavy Metal Volume 2: The Eighties, doet de contrabas van Acid denken aan Motörhead. Volgens thethrashmetalguide.com was de band een pionier op het gebied van speed- en thrashmetal, aangezien ze naast Anvil de eerste band waren die de agressieve kant van deze scene liet zien. Naast Girlschool was ze een van de eerste bands  in de scene met een zangeres.

## Artiesten
- Kate de Lombaerd - vocalist
- Donald Devers (Demon) - hoofdgitarist
- Dirk Simoens (Dizzy Lizzy) - slaggitarist
- Peter (T-Bone) - basgitarist
- Geert (Anvill) - drummer

## Discografie
- 1981 - Demo (Demo)
- 1982 - Hooked on Metal (Single, Roadrunner Records)
- 1982 - Demo 82 (Demo)
- 1982 - Rehearsal '82 (Demo)
- 1983 - Acid (Album, Giant Records)
- 1983 - Maniac (Album, Giant Records)
- 1983 - Lucifera (Single, Giant Records)
- 1983 - Metal Prisoners (samen met Chinawite, Seducer en Factory, Mausoleum Records)
- 1984 - Black Car (EP, Giant Records)
- 1985 - Engine Beast (Album, Giant Records)
- 2009 - Live In Belgium '84 (Femetal) (geautoriseerd door zangeres Kate)